# Янтиково (Яльчикский район)
Я́нтиково (чув. Аслӑ Пӑла Тимеш, Чӑваш Тимеш) — село в Яльчикском муниципальном округе Чувашской Республики. В 2006-2022 гг—центр Янтиковского сельского поселения.

## История
В 1780 году, при создании Симбирское наместничество, «починок Янтиков что вышли, крещеных чуваш», из Свияжского уезда вошёл в состав Буинского уезда.
В 1859 году деревня Янтыково (Чувашския Тимяши) удельных крестьян.

## Население
| 2007 | 2010 | 2012 |
| ---- | ---- | ---- |
| 955  | ↘672 | ↗852 |

## Улицы
В селе расположены следующие улицы:
ул. Больничная, ул. Калинина, ул. Канашская, ул. Ленина, ул. Лесная, ул. Новая, ул. Октябрьская, ул. Речная, ул. Садовая, ул. Северная, ул. Целинная, ул. Чкалова, ул. Школьная.

## Образование и культура
В селе функционирует средняя общеобразовательная школа, имеется библиотека, Дом культуры.

## Известные жители и уроженцы
- Алюнов, Гавриил Фёдорович (1876—1821) — лидер чувашского национального движения, депутат Учредительного собрания.
- Емельянов, Георгий Иванович (1912—1969) — Герой Социалистического Труда.
- Зайцев, Василий Васильевич (1912—1982) — Герой Социалистического Труда.
- Свеклов, Василий Григорьевич (1927—1990) — Герой Социалистического Труда.
- Цветкова, Матрёна Дмитриевна — Герой Социалистического Труда.